# Mano Negra: Out of time
Out of time est un double DVD de la Mano Negra sorti en automne 2005.
Dans ce double DVD on retrouve :
- Dvd 1

- Dvd 2

## Anecdotes
Ce double DVD, en plus de proposer de nombreux bonus, contient toutes les vidéos de la Mano Negra qui étaient sorties en cassettes VHS au début des années 1990 (Puta's Fever, Tournée générale,..), excepté le documentaire "Amerika perdida" qui n'est pas présent et quelques clips dont "King kong five".